# Католический университет Лилля
Католический университет Лилля (фр. Université catholique de Lille) — негосударственное высшее учебное заведение, дающее как религиозное так и светское образование в различных областях науки. Полное официальное название — Университетская и политехническая федерация Лилля (фр. La Fédération universitaire et polytechnique de Lille). Расположен в городе Лилль, Франция. В 2010 году в университете обучалось 22 660 студентов.

## Структура
Университетская федерация объединяет Католический институт Лилля, 20 высших школ и институтов, исследовательские центры и медицинский центр. Собственно католический институт Лилля включает в себя 6 факультетов:
- Факультет права (La faculté libre de droit, FDL)
- Факультет медицины (La faculté libre de médecine, FLM)
- Факультет экономики и управления (La faculté libre d'économie et de gestion, FLSEG)
- Факультет искусства и гуманитарных наук (La faculté libre des lettres et sciences humaines, FLSH)
- Научно-технологический факультет (La faculté libre des sciences et technologies, FLST)
- Факультет теологии (La Faculté de Théologie, FT)

Двадцать высших школ, также входящих в университетскую федерацию, специализируются на подготовке специалистов в области коммерции, инженерии, высоких технологий, медицины и др.

## История
Католический университет в Лилле был основан в 1875 году после выхода в свет закона о свободном высшем образовании, разрешившим основание частных высших учебных заведений. Учредителями стала группа католических священнослужителей. Первоначально в Университете было только два факультета — теологии и медицины. Официальное открытие состоялось 15 января 1877 года, после получения подтверждения канонического статуса нового Университета от Святого Престола.
В 1880 году вышел в свет новый закон о негосударственном высшем образовании, согласно которому частные ВУЗы не имели права использовать в наименовании слово «университет», что привело к переименованию Университета в «Католический институт Лилля».
В 1973 году структура учебного заведения была изменена, создана «университетская и политехническая федерация», состоящая из Католического института и независимых от него высших школ, институтов и исследовательских центров.
Более 30 лет в университете кафедру русского языка и литературы занимал Г.Н. Маклаков, удостоившийся звания заслуженного профессора.